# Fus cu zurgălăi
Fusul cu zurgălăi (sau fusul cu țurgălăi) este un tip de fus tradițional specific din Maramureș, fiind o relicvă a industriei casnice textile țărănești.
Din punct de vedere social, furcile pe care se așeza lâna netoarsă aveau o mai mare valoare, deoarece erau confecționate și gravate artistic de fii pentru mame, soții sau „drăguțe", fiind un prilej de mândrie la șezătoare.
Fusul a ieșit din anonimat în momentul în care priscelul (rotița de la bază) a împrumutat tehnica rosturilor, utilizată inițial ca soluție constructivă de îmbinare a bucăților de lemn fără alte accesorii (cuie) de lemn sau metal. Astfel de elemente arhitectonice se regăsesc și în construcția bisericilor de lemn din Maramureș.

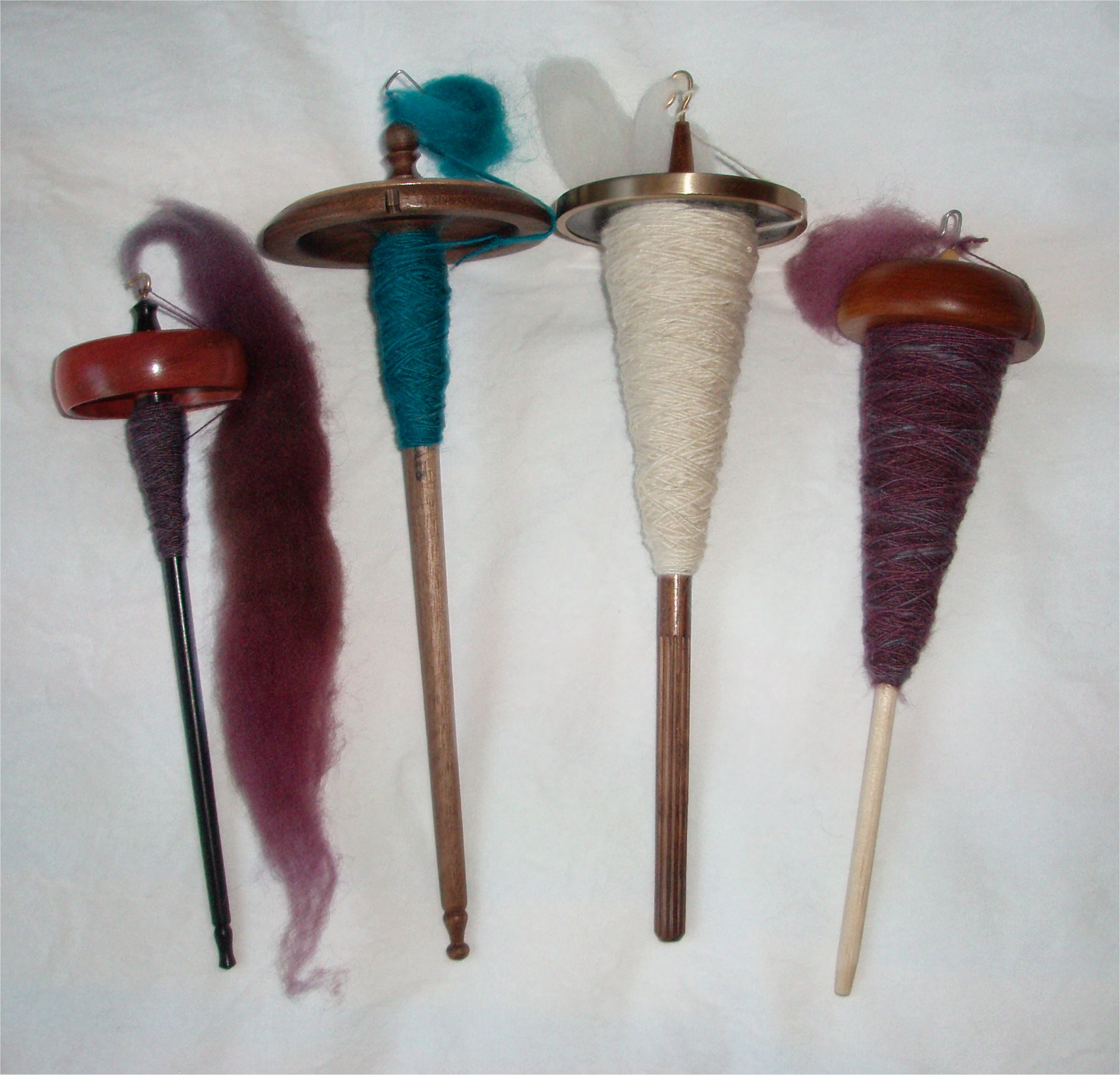
Fuse

Din pricina unei oarecare mobilități a elementelor componente, în momentul torsului, fusul produce un zgomot specific. Unele fuse sunt prevăzute, la bază, cu un lăcaș unde se depozitează câteva pietricele de râu, obținându-se astfel efectul de „țurgălăi" (clopoțel). Se spune că această inovație avea și un rol practic: le ajuta pe femei să nu adoarmă în lungile nopți de iarnă, când își propuneau să toarcă o anumită cantitate de lână.
O contribuție importantă în promovarea, ca brand, a acestui obiect casnic, mai precis a tehnicii rosturilor, a avut-o artistul băimărean Mihai Olos, care a valorificat îmbinarea lemnului în operele sale, cunoscute în spațiul cultural european. Pornind de la module inspirate din arta populară maramureșeană, artistul a proiectat, la un moment dat, un veritabil oraș universal, numit semnificativ „olospolis", în care arhitectura rosturilor căpăta valențe filosofice.
Grație notorietății de care se bucură, arhitecții care au proiectat complexul hotelier „Mara” din Baia Mare (în anii '80) au găsit de cuviință să-l împrumute ca element decorativ, confecționând un „fus cu zdrangăne" uriaș, amplasat la partea superioară a fațadei, precum o turlă de biserică - devenind astfel o emblemă a municipiului reședință de județ.